# Корбянка (Джурджу)
Корбянка (рум. Corbeanca) — село у повіті Джурджу в Румунії. Входить до складу комуни Винеторій-Міч.
Село розташоване на відстані 42 км на захід від Бухареста, 71 км на північний захід від Джурджу, 140 км на схід від Крайови, 130 км на південь від Брашова.

## Населення
За даними перепису населення 2002 року у селі проживали 362 особи, усі — румуни. Усі жителі села рідною мовою назвали румунську.